# Елізабет Гертруда Бріттон
Елізабет Гертруда Бріттон, уроджена Найт (англ. Elizabeth Gertrude Britton; 9 січня 1858, Нью-Йорк — 25 лютого 1934, там само) — американська ботанікиня, яка спеціалізувалася в галузі бріології. Їй належала ініціатива створення Нью-Йоркського ботанічного саду і заснування Американського бріологічного та ліхенологічного товариства.

## Життєпис
Елізабет Гертруда Найт народилася 9 січня 1853 року в Нью-Йорку. Її батьком був промисловець і плантатор Джеймс Найт; у сім'ї було п'ятеро дітей. Дитинство Елізабет пройшло на Кубі, де її батько мав власну справу і де лежали цукрові плантації її дідуся. Саме там зародився інтерес до ботаніки: дівчинка любила вивчати місцеву флору та фауну. 1869 року Елізабет повернулася до Нью-Йорка і відвідувала приватну школу в Мангеттені. Після школи вона вступила до Хантерського коледжу, де навчалися переважно жінки, здобуваючи спеціальність вчителя початкової й середньої школи. Проте Елізабет залишилася працювати в самому коледжі і викладала в ньому ботаніку від 1883 до 1885 року.
1879 році, під час ботанічної експедиції на Ньюфаундленд, Найт виявила на березі озера рідкісний різновид папороті, Schizam pusilla. Це була важлива знахідка, оскільки вона підтверджувала факт попереднього виявлення цього виду багато років тому. Замітку про знахідку Найт опублікував Ейса Грей, провідний ботанік Америки. Завдяки цьому 1879 року Елізабет стала першою жінкою — членом Ботанічного клубу Торрі. Там вона познайомилася з Натаніелем Лордом Бріттоном, за якого 1885 року вийшла заміж. Дітей подружжя не мало.
Від 1880-х до 1920-х років Елізабет Бріттон займалася переважно вивченням мохів, зокрема класифікацією видів. Вона також систематизувала велику колекцію мохів і папоротей, зібрану Генрі Гердом Расбі. Для завершення цієї роботи вона поїхала разом з чоловіком у Лондон, для отримання консультацій у Ліннеївському товаристві.
1885 року Бріттон стала неофіційним зберігачем гербарію в Колумбійському університеті і, також неофіційно, здійснювала наукове керівництво студентами, які писали дисертації про папороті й мохи. Оплати за цю роботу вона не отримувала.

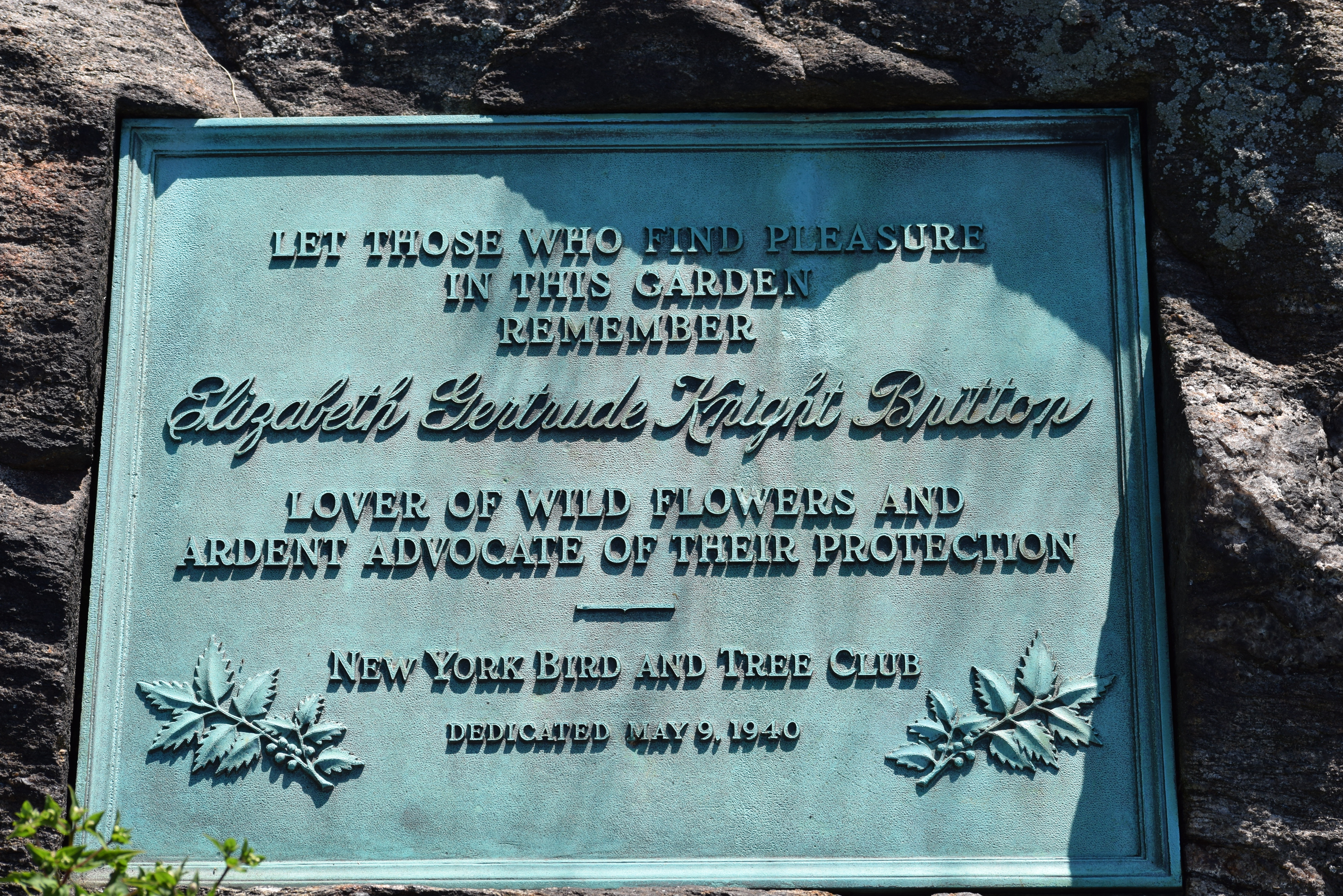
Пам'ятна дошка на честь Елізабет Бріттон у Нью-Йоркському ботанічному саду

1891 року, відвідавши Ботанічні сади в К'ю, Бріттон ініціювала створення Нью-Йоркського ботанічного саду. Кошти на його відкриття вона зібрала за допомоги багатих жінок Нью-Йорка. Протягом тридцяти трьох років вона була директоркою цього саду. 1902 року з її ініціативи створено Товариство охорони дикорослих квітів Америки.
Загалом Елізабет Бріттон опублікувала 346 робіт, 170 з яких присвячено мохам. 1889 року вона почала серію з одинадцяти публікацій, під заголовком «Внесок в американську бріологію» («Contributions to American Bryology») і присвячену родам Orthotricum, Ulota, Physomitrium, Bruchia і Scouleria. Потім з'явилась серія з восьми статей «Як вивчати мохи» («How to Study the Mosses»), для популярного ботанічного журналу «The Observer». 1892 року Бріттон опублікувала перелік видів мохів Західної Вірджинії, а протягом 1903—1904 років — 12 статей з таксономії мохів у журналі «The Bryologist».
1893 року Бріттон обрано членкинею Ботанічного товариства Америки. 1905 року Міжнародний ботанічний конгрес включив її до складу міжнародного комітету, відповідального за номенклатуру мохів. 1906 року Бріттон стала однією з 19 жінок, що увійшли до першого видання «American Men of Science», причому її ім'я відзначено в числі 1000 найбільш значущих учених. У п'яти перевиданнях цієї книги, аж до 1933 року, ім'я Бріттон незмінно присутнє в списку.
Елізабет Бріттон померла 25 січня 1934 року. На її честь названо 17 рослин і одну тварину.